# كاغة (مقاطعة دورود)
كاغة (بالفارسية: کاغه) هي قرية تقع في قسم سيلاخور الريفي (مقاطعة دورود) في إيران. يقدر عدد سكانها بـ 953 نسمة بحسب إحصاء 2016.